# Тама
Тама е община със статут на град в префектура Токио, Япония. Населението му е 147 822 жители (по приблизителна оценка от октомври 2018 г.), а площта му e 21,08 km². Намира се в часова зона UTC+9. Получава статут на град през 1971 г. Разполага с железопътен транспорт.